# Yashio
Yashio (jap. 八潮市 Yashio-shi) – miasto w Japonii, na wyspie Honsiu, w prefekturze Saitama. Ma powierzchnię 18,02 km². W 2020 r. mieszkało w nim 93 412 osób, w 42 006 gospodarstwach domowych  (w 2010 r. 82 971 osób, w 32 524 gospodarstwach domowych).
W dniu 15 stycznia 1972 roku zmieniono status miasta z Yashio-machi na Yashio-shi.